# 황진

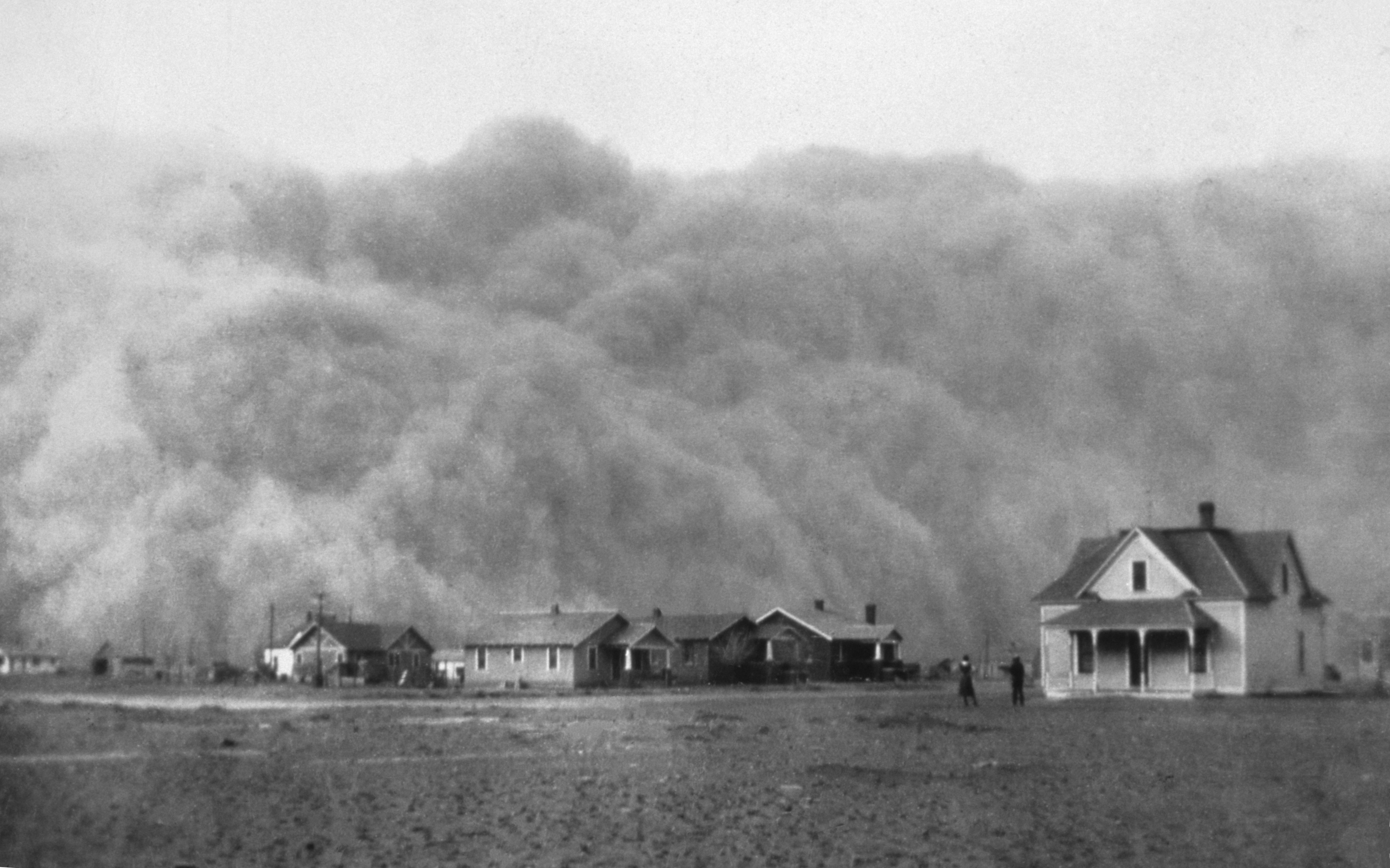
1935년 텍사스.

황진(黃塵, Dust Bowl)은 1930년대 미국과 캐나다의 프레리에서 발생한 극심한 모래폭풍이다. 이로 인해 이 일대의 생태계와 농업에 큰 피해가 발생했다. 심한 가뭄과 건조농법의 실패가 원인이다.

## 같이 보기
- 사막화
- 단작
- 오갈랄라 대수층
- 스텝 기후
- 공유지의 비극
- 국도 제66호선 (미국)